# Dímelo (canción de Marc Anthony)
«Dímelo» (I Need To Know (necesito saber)) es una canción de Marc Anthony, lanzada en agosto de 1999.
La canción fue escrita y producida por Marc Anthony y Cory Rooney, y también una versión en español titulada "Dímelo" fue lanzada con la colaboración de Robert Blades y Angie Chirino, y la letra trata sobre un hombre que quiere saber acerca de los sentimientos de una mujer por él, yendo con el título "I need to know". Ambas versiones de la canción fueron muy exitosas en los Estados Unidos. La versión en inglés alcanzó el número 3 en el Billborad Hot 100 y en el número uno en el Hot Latin Tracks durante cinco semanas consecutivas.
Este tema ha recibido tres nominaciones al Grammy Latino, Canción del Año, Grabación del Año y Mejor Interpretación Vocal Pop Masculina y ganó por Canción del Año en los Premios Latinos del 2000. La nominación Mejor Interpretación Vocal Pop Masculina perdió enfrente de la canción de Sting, "Brand New Day".
"I Need to Know" fue incluida en el álbum recopilatorio NOW: That's What I Call Music Volumen 4. "Dímelo" fue incluida en la compilación latina para el primer Latin Grammy Awards, ya que fue nominada a "Disco del Año".
La apertura de la canción aparece en el comercial de Nissan Versa en los Estados Unidos.
En 2009, la canción aparece en un episodio de American Dad.

## Vídeo musical
El video fue dirigido por Paula Walker. En el video, Marc Anthony está cantando la canción con otros cinco hombres bailarines enfrente de una audiencia en un club, con algunas escenas extras con Marc cantando la canción en una ventana y debajo de una escalera con su amor. 

## Listado
| CD sencillo #1 1. «I Need to Know» (Versión del álbum) 2. «I Need to Know» (Track Masters Remix) 3. «I Need to Know» (Pablo's Miami Mix Radio Edit) 4. «I Need to Know» (D'Ambrosio Club Mix Radio Edit) | CD sencillo #2 1. «I Need to Know» (Pablo's Club-Dub) 2. «I Need to Know» (Pablo's Miami Mix Radio Edit) 3. «I Need to Know» (Trackmasters Remix) 4. «I Need to Know» (D'Ambrosio Hectic Dub) 5. «I Need to Know» (D'Ambrosio Club Mix Radio Edit) |

| Listas (1999)/(2000)                            | Posición más alta |
| ----------------------------------------------- | ----------------- |
| US Billboard Hot 100                            | 3                 |
| US Billboard Hot Latin Tracks                   | 1                 |
| US Billboard Hot 100 Singles Recurrents         | 1                 |
| US Billboard Hot 100 Airplay                    | 5                 |
| US Billboard Hot Dance Music/Maxi-Singles Sales | 1                 |
| US Billboard Hot Adult Top 40 Tracks            | 7                 |
| US Billboard Hot Adult Contemporary Tracks      | 21                |
| US Billboard Top 40 Tracks                      | 4                 |
| US Billboard Hot Dance Club Play                | 12                |
| U.K. Singles Chart                              | 28                |
| Swiss Singles Chart                             | 16                |
| Austrian Singles Chart                          | 16                |
| Dutch Singles Chart                             | 18                |
| Swedish Singles Chart                           | 19                |
| Finish Singles Chart                            | 8                 |
| Norwegian Singles Chart                         | 11                |
| Australian ARIA Singles Chart                   | 20                |
| New Zealand RIANZ Singles Chart                 | 20                |